# Czerwona lista roślin i grzybów Polski
Czerwona lista roślin i grzybów Polski – lista taksonów (w ogromnej większości w randze gatunków) zagrożonych na terenie Polski wyginięciem, a także tych, które już wyginęły. Obejmuje takie grupy organizmów, jak: rośliny naczyniowe, mchy, wątrobowce i glewiki, porosty, glony, grzyby (wielkoowocnikowe) i śluzowce występujące w XIX i XX wieku na terenie Polski w jej obecnych granicach. Jest to pełny rejestr gatunków zagrożonych, wraz z ich klasyfikacją do odpowiednich kategorii zagrożenia opracowany przez Instytut Botaniki im. prof. W. Szafera Polskiej Akademii Nauk w Krakowie. W trzecim wydaniu brak listy zagrożonych mchów. Opracowanie napisane jest w języku polskim i angielskim.
W trzecim wydaniu z 2006 wprowadzono następujące kategorie zagrożenia:
- Ex – Wymarłe i zaginione – gatunki, które nie występują już w Polsce na znanych dawniej stanowiskach i nie znaleziono ich nowych stanowisk.
- EW – Wymarłe i zaginione – gatunki wymarłe na stanowiskach naturalnych, istniejące w uprawie lub na stanowiskach zastępczych.
- E – Wymierające – krytycznie zagrożone – gatunki mocno zagrożone wymarciem, których przetrwanie jest mało prawdopodobne, jeśli będą się utrzymywać istniejące czynniki zagrożenia. Zaliczono tu gatunki określone jako CR, czyli krytycznie zagrożone.
- |E| – Wymierające krytycznie zagrożone – gatunki silnie zagrożone wymarciem na izolowanych stanowiskach poza głównym obszarem swojego występowania.
- V – Narażone – zagrożone wyginięciem – jeżeli nie znikną czynniki ich zagrożenia, to w najbliższej przyszłości gatunki te przesunięte zostaną do kategorii wymierających.
- |V| – Narażone – zagrożone na izolowanych stanowiskach poza głównym obszarem swojego występowania.
- R – Rzadkie (potencjalnie zagrożone) – występujące na małych obszarach oraz występujące w dużym rozproszeniu. Zaliczono tu gatunki o małym zagrożeniu, określane jako LR.
- I – O nieokreślonym zagrożeniu – gatunki, dla których brak jest pewnych źródeł informacji, by zaliczyć je do określonej kategorii, z różnych informacji jednak wiadomo, że są zagrożone, wymierające lub już wymarłe.

## Liczby gatunków w poszczególnych grupach organizmów
- rośliny naczyniowe: Ex – 44, EW – 3, E – 144, V – 183, R – 107, |E| – 25. Razem 506 gatunków, co stanowi 21% rodzimej flory Polski.
- wątrobowce i glewiki: Ex – 2, E – 21, V – 16, R – 38, I – 15. Razem 92 gatunki, co stanowi 38,7% wszystkich gatunków rodzimej flory Polski.
- grzyby (wielkoowocnikowe): Ex – 53, E – 425, V – 175, R – 270, I – 40. Razem 963 gatunki.
- glony: 594 gatunki. Lista ma charakter tylko orientacyjny i prowizoryczny, w znacznym stopniu jest niepełna.
- porosty: 886 taksonów. Zastosowano do ich podziału inne kryteria zagrożenia.
- śluzowce: 82 gatunki. Lista oparta jest na niewielkiej ilości danych.

Łącznie lista zawiera 3123 taksony.
Liczby te oczywiście nie są ostateczne. W miarę opracowywania danych na temat kolejnych gatunków zagrożonych i upływu czasu powodującego zmiany stopnia zagrożenia i stanu wiedzy zasobach roślin w środowisku – spodziewać się należy, że kolejne wydania księgi będą coraz bardziej obszerne. 
Tworzenie i aktualizowanie księgi ma duże znaczenie nie tylko w zakresie związanym z porządkowaniem wiedzy naukowej o florze Polski, ale jest przydatne w działaniach związanych z ochroną przyrody oraz w szeroko pojętej edukacji przyrodniczej.